# Kwani?
Kwani?  é um dos mais importantes jornais quenianos, fundanda
em 2003. 